# Adolf Proost
Adolf Vital Proost (Heist-op-den-Berg, 12 februari 1853 – 1921) was een Belgische luitenant-generaal. Hij speelde een rol in de Slag der Zilveren Helmen aan het begin van de Eerste Wereldoorlog, op 12 augustus 1914 bij Halen.
Zijn vader August Proost was secretaris van de gemeente Heist-op-den-Berg, inspecteur van de lagere scholen van het kanton en provincieraadslid.
Vital Proost was in 1914 bij de Duitse invasie van België generaal-majoor en bevelhebber van de 2e cavalerie-brigade (2 Br.c.), onderdeel van de Cavaleriedivisie onder leiding van luitenant-generaal De Witte.
In de vroege ochtend van 12 augustus 1914 bleek uit inlichtingenbulletins dat een grote groep vijandelijke ruiters in de richting van Halen ging.  Omdat versterking pas na de middag ter plaatse kon komen kreeg Proost de opdracht om een verdedigingslinie te leggen aan de oostelijke rand en het sparrenbos van Loksbergen. Bij een verkenning zag hij dat dit terrein onoverzichtelijk was en dat de Duitsers gemakkelijk een omtrekkende beweging konden maken.  Daarom koos hij een verdedigingslinie aan te leggen meer ten oosten aan de hoeve De Ijzerwinning. De vijand probeerde de linie te doorbreken met een charge maar dit mislukte volledig.
Op 5 januari 1915 wordt Proost V.L.A. bevelhebber van de 1e Cavaleriedivisie. en op 30 april 1915 bevordert tot luitenant-generaal
Op 31 augustus 1918 wordt hij vervangen door luitenant-generaal De Blauwe.